# Ашкерц, Антон
Антон Ашкерц (словен. Anton Aškerc; 9 января 1856, Глобоко, — 10 июня 1912, Любляна) — словенский поэт-реалист.

## Биография
Родился в крестьянской семье. Был настоятелем, в 1898 году вышел из духовного звания. В том же году городской совет Любляны по рекомендации бургомистра Ивана Хрибара назначил Ашкерца первым главой недавно созданного городского архива. На этой должности он оставался на протяжении 14 лет, до своей смерти.
В 1899—1902 годах Ашкерц редактировал словенский литературный журнал Ljubljanski zvon. Долгое время путешествовал по славянским землям и балканским странам. Дважды (в 1901 и 1902 годах) посещал Россию. Активно занимался переводами с русского языка. Например, для изданной в 1901 году «Русской антологии в словенских переводах» Ашкерц перевёл более 120 стихотворений русских поэтов.

## Творчество
Ашкерц начал печататься в 1880 году. Писал стихи о прошлом словенского народа — «Старая правда» (1881) о восстании крестьян под Продом Матия губке, «Словенская легенда» (1884) и др.
Самые известные произведения — сборники стихов «Баллады и романсы» (1890), «Новые стихи» (1900) и поэмы «Примож Трубар» (1905), «Мученики» (1906), «Юноши» (1907), в которых Ашкерц выступал против католической реакции и австро-венгерской монархии.
Путевые впечатления также были оформлены в виде стихов. Наиболее значимым из них является «Акрополь и пирамиды» в 1909 году. Ашкерцу принадлежат также пьесы («Измайлов», 1906 год).